# Giuseppe Paupini
Giuseppe Paupini (Mondavio, 25 februari 1907 - Rome, 18 juli 1992) was een Italiaans geestelijke en kardinaal van de Katholieke Kerk.
Paupini bezocht het kleinseminarie van Fano en het Pauselijk Regionaal Groot seminarie Pius IX eveneens in Fano. Aan de Pauselijke Lateraanse Universiteit promoveerde hij in het kerkelijk recht. Hij werd op 19 maart 1930 priester gewijd en werkte vervolgens in Fano in de zielzorg en als docent aan het seminarie. Hij trad in 1939 in diplomatieke dienst van de Heilige Stoel waar hij als attaché verbonden was aan de apostilische nuntiatuur in Parijs en - later - aan de nuntiuatuur in Rome. Van 1947 tot 1951 was hij chargé d'affaires was van de nuntiatuur voor Honduras, Nicaragua en Cuba. In 1951 keerde hij terug naar het Staatssecretariaat. Hier werkte hij als staflid terwijl hij ook pastoraal werk deed. In 1952 werd hij benoemd tot pauselijk huisprelaat.
Op 2 februari 1956 benoemde paus Pius XII hem tot titulair aartsbisschop van Sebastopoli di Abasgia en tot apostolisch nuntius in Iran en apostolisch administrator van Isfahan (Latijnse Rite). Hij ontving zijn bisschopswijding uit handen van Valerio Valeri. In 1957 werd hij nuntius in Guatemala en El Salvador, twee jaar later in Colombia. Aartsbisschop Paupini nam deel aan het Tweede Vaticaans Concilie.
Paus Paulus VI creëerde hem kardinaal tijdens het consistorie van 28 april 1969. De Ognissanti in Via Appia Nuova werd zijn titeldiakonie. In 1973 volgde zijn benoeming tot kardinaal-grootpenitentiarius. Kardinaal Paupini nam deel aan het conclaaf van augustus 1978 dat leidde tot de verkiezing van paus Johannes Paulus I en dat van oktober 1978, waarbij paus Johannes Paulus II werd gekozen. De kardinaal ging in 1984 met emeritaat en werd als kardinaal-grootpenitentiarius opgevolgd door Luigi Dadaglio.
Hij overleed in 1992 en werd begraven in Mondavio.